# Драфт НБА 1972
Драфт НБА 1972 року відбувся 10 і 15 квітня. 17 команд Національної баскетбольної асоціації (НБА) по черзі вибирали найкращих випускників коледжів, а також інших кандидатів, офіційно зареєстрованих для участі в драфті, зокрема іноземців. Перші два права вибору належали командам, які посіли останні місця у своїх конференціях, а їхній порядок визначало підкидання монети. Портленд Трейл-Блейзерс виграли підкидання монети і отримали перший загальний драфт-пік, а Баффало Брейвз - другий. Решту драфт-піків першого раунду команди дістали у зворотньому порядку до їхнього співвідношення перемог до поразок у сезоні 1971–1972. Як результат додаткового драфту hardship, Цинциннаті Роялс, Атланта Гокс, Голден-Стейт Ворріорс і Балтимор Буллетс позбулися своїх драфт-піків першого раунду, а Лос-Анджелес Лейкерс - четвертого. Перед початком сезону Цинциннаті Роялс переїхали і стали називатися Канзас-Сіті Омаха Кінгс. Драфт складався з 18-ти раундів, на яких вибирали 198 гравців.

## Нотатки щодо виборів на драфті і кар'єр деяких гравців
Гравець, який завершував четвертий рік у коледжі отримував право на участь у драфті. Перед драфтом 8 гравців, які завершили менш як чотири роки навчання, оголосили такими, що можуть бути вибрані на драфті за правилом "hardship". Прецедентом для цього правила стала справа Спенсера Гейвуда, який у суді довів своє право грати в НБА до того, як його курс у коледжі закінчив навчання. Ці гравці подали заяви і надали докази свого важкого фінансового становища, що дало їм право заробляти собі гроші, розпочавши професійну кар'єру раніше.
Портленд Трейл-Блейзерс під першим загальним номером обрав Лару Мартіна з Лойола Рамблерс. Баффало Брейвз під другим загальним номером обрав Боба Макаду, джуніора з Університету Північної Кароліни. У своєму першому сезоні він виграв звання новачка року. Макаду і 12-й драфт-пік Джуліуса Ервінга введено до Зали слави. Ервінга також названо одним із списку 50 найвизначніших гравців в історії НБА, оголошеного 1996 року до 50-річчя ліги. Макаду став дворазовим чемпіоном НБА в складі Лос-Анджелес Лейкерс у сезонах 1981–1982 і 1984–1985, один раз виграв звання найціннішого гравця в сезоні 1974–1975, а також двічі потрапляв до складу Збірної всіх зірок і п'ять разів на Матч усіх зірок. Ервінг залишив коледж 1971 року, щоб грати професійно в Американській баскетбольній асоціації (АБА) в складі Вірджинія Скваєрс. Він приєднався до НБА в сезоні 1976–1977 після злиття АБА і НБА. Він грав упродовж 11 сезонів за Філадельфія Севенті-Сіксерс і виграв з ними чемпіонат 1983. Серед інших його досягнень: найцінніший гравець НБА в сезоні 1980–1981, три звання найціннішого гравця АБА, п'ять потраплянь до Збірної всіх зірок АБА, сім потраплянь до Збірної всіх зірок НБА, п'ять разів участь у Матчі всіх зірок АБА і одинадцять - у Матчі всіх зірок НБА.
Пол Вестфал, 9-й пік, чотири рази потрапляв до складу Збірна всіх зірок НБА і п'ять разів - на Матч всіх зірок. Також він став чемпіоном НБА в сезоні 1973–1974 в складі Бостон Селтікс.

## Драфт

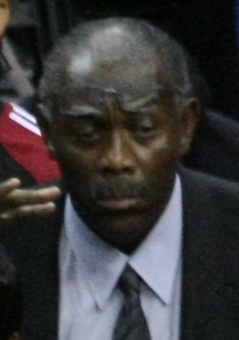
Баффало Брейвз обрали Боба Макаду під другим загальним номером.

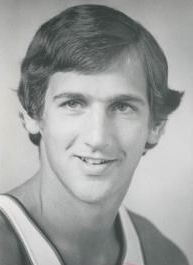
Детройт Пістонс обрав Пола Вестфала під десятим загальним номером.

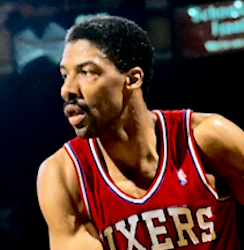
Мілвокі Бакс обрали Джуліуса Ервінга під 12-м загальним номером.

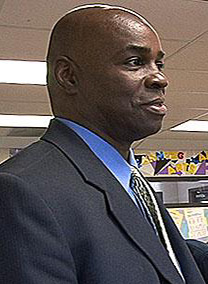
Сіетл Суперсонікс обрали Браяна Тейлора під 23-м загальним номером.

| Поз.    | G        | F       | C         |
| Позиція | Захисник | Форвард | Центровий |

| ^ | Позначає гравців, обраних у Баскетбольну залу слави Нейсміта                                                        |
| * | Позначає гравців, які взяли участь принаймні в одній грі матчу всіх зірок НБА і потрапили до Збірної всіх зірок НБА |
| + | Позначає гравців, які взяли участь принаймні в одній грі матчу всіх зірок НБА                                       |
| # | Позначає гравців, які жодного разу не грали в регулярному сезоні НБА або плей-оф                                    |

| Раунд | Вибір | Гравець         | Поз. | Громадянство | Команда НБА                                   | Коледж/Клуб               |
| ----- | ----- | --------------- | ---- | ------------ | --------------------------------------------- | ------------------------- |
| 1     | 1     | Лару Мартін     | C    | США          | Портленд Трейл-Блейзерс                       | Loyola (Illinois) (Ср.)   |
| 1     | 2     | Боб Макаду^     | F/C  | США          | Баффало Брейвз                                | Північна Кароліна (Дж.)   |
| 1     | 3     | Двайт Девіс     | F    | США          | Клівленд Кавальєрс                            | Х'юстон (Ср.)             |
| 1     | 4     | Коркі Калгун    | F    | США          | Фінікс Санз (від Детройт через Х'юстон)[a]    | Пенсильванія (Ср.)        |
| 1     | 5     | Фред Бойд       | G    | США          | Філадельфія Севенті-Сіксерс                   | Орегон Стейт (Ср.)        |
| 1     | 6     | Расс Лі         | G/F  | США          | Мілвокі Бакс (від Х'юстон)[b]                 | Маршалл (Ср.)             |
| 1     | 7     | Айзек Столлворт | G/F  | США          | Сіетл Суперсонікс                             | Канзас (Ср.)              |
| 1     | 8     | Том Райкер      | F/C  | США          | Нью-Йорк Нікс                                 | Південна Кароліна (Ср.)   |
| 1     | 9     | Боб Неш         | F    | США          | Детройт Пістонс (від Фінікс)[c]               | Гаваї (Ср.)               |
| 1     | 10    | Пол Вестфал*    | G    | США          | Бостон Селтікс                                | Southern California (Ср.) |
| 1     | 11    | Ральф Сімпсон   | G/F  | США          | Чикаго Буллз                                  | Denver Rockets (АБА)      |
| 1     | 12    | Джуліус Ервінг^ | G/F  | США          | Мілвокі Бакс                                  | Virginia Squires (АБА)    |
| 1     | 13    | Тревіс Грант    | F    | США          | Лос-Анджелес Лейкерс                          | Kentucky State (Ср.)      |
| 2     | 14    | Боб Девіс       | F    | США          | Портленд Трейл-Блейзерс                       | Вебер Стейт (Ср.)         |
| 2     | 15    | Гарольд Фокс    | G    | США          | Баффало Брейвз                                | Джексонвілл (Ср.)         |
| 2     | 16    | Джим Прайс+     | G    | США          | Лос-Анджелес Лейкерс (від Клівленд)[d]        | Луїсвілл (Ср.)            |
| 2     | 17    | Кріс Форд       | G/F  | США          | Детройт Пістонс                               | Вілланова (Ср.)           |
| 2     | 18    | Джобі Райт      | F/C  | США          | Сіетл Суперсонікс (від Філадельфія)[e]        | Індіана (Ср.)             |
| 2     | 19    | Сем Сіберт      | F    | США          | Cincinnati Royals                             | Kentucky State (Ср.)      |
| 2     | 20    | Джон Гіанеллі   | F/C  | США          | Х'юстон Рокетс                                | Пасіфік (Ср.)             |
| 2     | 21    | Стів Брейсі     | G    | США          | Атланта Гокс                                  | Талса (Ср.)               |
| 2     | 22    | Пол Стовалл     | F    | США          | Лос-Анджелес Лейкерс (від Baltimore)[f]       | Аризона Стейт (Ср.)       |
| 2     | 23    | Браян Тейлор    | G    | США          | Сіетл Суперсонікс                             | Принстон(Дж.)             |
| 2     | 24    | Стів Гос        | F/C  | США          | Клівленд Кавальєрс (від Нью-Йорк)[g]          | Вашингтон (Ср.)           |
| 2     | 25    | Том Паттерсон   | F    | США          | Балтимор Буллетс (від Фінікс)[h]              | Ouachita Baptist (Ср.)    |
| 2     | 26    | Дейв Твардзік   | G    | США          | Портленд Трейл-Блейзерс (від Голден-Стейт)[i] | Олд Домініон (Ср.)        |
| 2     | 27    | Денніс Вуйцик#  | F    | США          | Бостон Селтікс                                | Північна Кароліна (Ср.)   |
| 2     | 28    | Майк Ретліфф    | C    | США          | Cincinnati Royals (від Чикаго)[j]             | Eau Claire State (Ср.)    |
| 2     | 29    | Чак Террі       | F    | США          | Мілвокі Бакс                                  | Лонг-Біч Стейт (Ср.)      |
| 2     | 30    | Оллі Джонсон    | F    | США          | Портленд Трейл-Блейзерс (від Лос-Анджелес)[k] | Темпл (Ср.)               |

## Інші вибори
Цих гравців на драфті НБА 1985 вибрали після другого раунду, але вони зіграли в НБА принаймні одну гру.
| Раунд | Вибір | Гравець         | Поз. | Громадянство | Команда НБА                       | Коледж/Клуб               |
| ----- | ----- | --------------- | ---- | ------------ | --------------------------------- | ------------------------- |
| 3     | 31    | Ллойд Ніл       | F/C  | США          | Портленд Трейл-Блейзерс           | Теннессі Стейт (Ср.)      |
| 3     | 33    | Скотт Інгліш    | F    | США          | Фінікс Санз (від Клівленд)[l]     | Texas-El Paso (Ср.)       |
| 3     | 34    | Дон Б'юз+       | G    | США          | Фінікс Санз (від Детройт)         | Евансвіл (Ср.)            |
| 3     | 35    | Френк Расселл   | G    | США          | Чикаго Буллз (від Цинциннаті)[j]  | Детройт (Ср.)             |
| 3     | 37    | Ерік Маквільямс | F    | США          | Х'юстон Рокетс                    | Лонг-Біч Стейт (Ср.)      |
| 3     | 38    | Рон Райлі       | F    | США          | Цинциннаті Роялз (від Атланта)[m] | Південна Каліфорнія (Ср.) |
| 3     | 39    | Кевін Портер    | G    | США          | Балтимор Буллетс                  | Сейнт-Френсіс (Ср.)       |
| 3     | 40    | Джим Крейтон    | F    | США          | Сіетл Суперсонікс                 | Колорадо (Ср.)            |
| 3     | 42    | Клод Террі      | G/F  | США          | Фінікс Санз                       | Стенфорд (Ср.)            |
| 3     | 43    | Білл Чемберлейн | F    | США          | Голден-Стейт Ворріорс             | Північна Кароліна (Ср.)   |
| 4     | 53    | Френк Шейд      | G    | США          | Cincinnati Royals                 | Eau Claire State (Ср.)    |
| 4     | 58    | Генрі Біббі     | G    | США          | Нью-Йорк Нікс                     | УКЛА (Ср.)                |
| 4     | 60    | Джон Чогл       | F    | США          | Голден-Стейт Ворріорс             | УК в Санта-Барбарі (Ср.)  |
| 5     | 70    | Джеймс Сілас    | G    | США          | Х'юстон Рокетс                    | Stephen F. Austin (Ср.)   |
| 5     | 76    | Чарльз Дадлі    | G    | США          | Голден-Стейт Ворріорс             | Вашингтон (Ср.)           |
| 5     | 78    | Роуленд Гарретт | F    | США          | Чикаго Буллз                      | Флорида Стейт (Ср.)       |
| 7     | 109   | Берні Фраєр     | G    | США          | Фінікс Санз                       | Браєм Янг (Ср.)           |
| 7     | 113   | Мікі Девіс      | G/F  | США          | Мілвокі Бакс                      | Дюкейн(Ср.)               |
| 8     | 117   | Бен Келсо       | G    | США          | Детройт Пістонс                   | Central Michigan (Ср.)    |
| 11    | 165   | Марк Майнор     | F    | США          | Бостон Селтікс                    | Огайо Стейт (Ср.)         |
| 13    | 180   | Майк Барр       | G    | США          | Чикаго Буллз                      | Дюкейн(Ср.)               |

## Обміни
- a  7 квітня 1972, Фінікс Санз придбали четвертий пік від Х'юстон Рокетс в обмін на Отто Мура.[14] Перед тим, 10 грудня 1971 Рокетс придбали пік першого раунду від Детройт Пістонс в обмін на Джима Девіса.[15][16] Санз використали цей драфт-пік, щоб вибрати Коркі Калгуна.
- b  9 грудня 1971, Мілвокі Бакс придбав Кертіса Перрі і драфт-пік першого раунду від Х'юстон Рокетс в обмін на Грега Сміта та пік третього раунду драфту 1973 року.[17] Бакс використали цей драфт-пік, щоб вибрати Расса Лі.
- c  2 квітня 1971, Детройт Пістонс придбав драфт-пік першого раунду від Фінікс Санз в обмін на Отто Мура.[14][16] Пістонс використали цей драфт-пік, щоб вибрати Боба Неша.
- d  13 жовтня 1971, Лос-Анджелес Лейкерс придбав драфт-пік першого раунду 1973 року, драфт-піки в другому раунді 1972 і 1973 років від Клівленд Кавальєрс в обмін на Ріка Роберсона.[18] Лейкерс використали цей драфт-пік, щоб вибрати Джима Прайса.
- e  25 листопада 1971, Сіетл Суперсонікс придбали 1972 і майбутній драфт-пік другого раундуs від Філадельфія Севенті-Сіксерс в обмін на Боба Рула.[19] Сонікс використали цей драфт-пік, щоб вибрати Джобі Райта.
- f  11 листопада 1970, Лос-Анджелес Лейкерс придбали драфт-пік другого раунду від Балтімор Буллетс в обмін на Джона Тресванта.[20] Лейкерс використали цей драфт-пік, щоб вибрати Пола Стовалла.
- g  15 листопада 1971, Клівленд Кавальєрс придбали драфт-пік другого раунду та майбутній пік від Нью-Йорк Нікс в обмін на Лютера Раклі.[21] Кавальєрс використали цей драфт-пік, щоб вибрати Стіва Госа.
- h  У день драфту Балтімор Буллетс придбали пік другого раунду від Фінікс Санз в обмін на Гаса Джонсона.[22] Буллетс використали цей драфт-пік, щоб вибрати Тома Паттерсона.
- i  23 березня 1971, Портленд Трейл-Блейзерс придбав піки другого раунду 1971 та 1972, а також пік другого раунду 1972 та драфт-пік третього раунду 1971 року від Голден-Стейт Ворріорс (як Сан-Франциско Ворріорс) в обмін на Джима Барнетта.[23][24] Блейзерс використали цей драфт-пік, щоб вибрати Дейва Твардзіка.
- j 1 2  9 листопада 1971, Цинциннасті Роялс придбали Джима Фокса і драфт-пік другого раунду від Чикаго Буллз в обмін на Норма Ван Ліра драфт-пік третього раунду.[25][26] Роялс використали цей драфт-пік, щоб вибрати Майка Ретліффа. Буллз використали цей драфт-пік, щоб вибрати Френка Расселла.
- k  11 вересня 1971, Портленд Трейл-Блейзерс придбав драфт-пік другого раунду від Лос-Анджелес Лейкерс в обмін на Ліроя Елліса.[27] Блейзерс використали цей драфт-пік, щоб вибрати Оллі Джонсона.
- l  13 серпня 1971, Фінікс Санз придбали пік 1972 та майбутні піки третього раунду від Клівленд Кавальєрс в обмін на Грега Говарда.[28] Санз використали цей драфт-пік, щоб вибрати Скотта Інгліша.
- k  12 жовтня 1969, Цинциннаті Роялс придбали Воллі Андерзунаса і драфт-пік третього раунду від Клівленд Кавальєрс в обмін на Дейва Ньюмарка.[29] Роялс використали цей драфт-пік, щоб вибрати Рона Райлі.